# Chris Wu
Chris Wu, precedentemente noto come Wu Zihao, pseudonimo di Wu Cheng-yang (吳承洋T, Wú ChéngyángP; Taipei, 30 dicembre 1989), è un attore, cantante e modello taiwanese.
È stato membro dell'ex gruppo mandopop Super131. Ha raggiunto maggiore notorietà grazie al suo ruolo da protagonista nel drama HIStory3 - Trapped.

## Biografia
Nato e cresciuto a Taipei, Chris Wu si è laureato al National Taiwan College of Performing Arts, specializzandosi in opera cinese.
Ha cominciato la sua carriera nel mondo dello spettacolo partecipando a spettacoli teatrali, pubblicità e shooting per riviste. Dopo una sua performance presso la Sanlih E-Television, ha catturato l'attenzione del manager della Lianqiao Entertainment, Sun Derong, il quale ha poi avuto l'idea di riunire Wu e altri giovani esordienti nella boy band Super131. Ha poi debuttato sotto il nome d'arte di Wu Zihao insieme al gruppo, il 14 dicembre 2012, con il mini-album omonimo, Super131. Durante il suo periodo musicale, ha partecipato anche al noto spettacolo televisivo cinese Happy Camp.
Nel 2012, Wu ha avuto il suo primo ruolo da attore secondario nel drama Sweet Sweet Bodyguard, interpretando il personaggio di Da Tou. Nel 2013, ha interpretato se stesso nel drama K Song Lover.
In seguito allo scioglimento della band nel 2014, Wu, Ke Jiahao, ex compagno di gruppo, e Li Guanxing hanno formato un trio musicale chiamato "Super Group", sotto la gestione dell'agenzia New Asia Entertainment Group.
Ha prestato servizio militare dal 2015 fino al 2017. Nel 2018, ha partecipato al suo primo film, More Than Blue, nel ruolo secondario di Xiao Yu.
Nel 2019, ha fatto la parte di Wang Da Kai nel film Big Three Dragons. Pochi mesi più tardi, Wu ha ottenuto il ruolo da protagonista nel famoso drama BL HIStory3 - Trapped, interpretando il carismatico malvivente, Tang Yi. Grazie ad esso ha ottenuto una grande rilevanza sia nazionale che internazionale.
Nel 2020, ha fatto una partecipazione speciale nel drama Amensalism, con il personaggio di Yue Pao Nan. Sempre nello stesso anno, ha interpretato il protagonista Ge Da Tong nella miniserie The Art of Position. Nel settembre 2020, è stato rilasciato il film romantico Your Name Engraved Herein, in cui Wu ha impersonato Chang Jia Ming, fratello maggiore del protagonista, Chang Jia Han.
Tra il 2020 e il 2021, Wu ha recitato nella serie TV Love Alice or Not, facendo da comparsa col personaggio di Lion.
Dopo diversi anni di pausa dalla musica, nel 2021 ha pubblicato il suo primo album da solista, Bu Xiang Fen Kai.
Nel 2022, si è unito al cast del drama studentesco Youngsters on Fire, interpretando Yu Hao Dong sia nella terza che nella quarta stagione.
Nel 2023, Wu ha avuto il ruolo di David nel quarto episodio della serie d'azione What the Hell Is Love.

## Vita privata
Chris Wu ha origini Han e Amis. Attualmente, ricopre il ruolo di regista principale nella Lan Yang Opera Troupe della contea di Yilan ed è anche un docente part-time presso il dipartimento di opera cinese del National Taiwan College of Performing Arts. Tra i suoi hobby vi sono il pianoforte, la danza, le arti marziali, le acrobazie e la giocoleria.

## Filmografia

### Cinema
- More Than Blue (比悲傷更悲傷的故事T), regia di Gavin Lin (2018)
- Big Three Dragons (大三元T), regia di Nancy Chen (2019)
- Your Name Engraved Herein (刻在你心底的名字T), regia di Liu Kuang-hui (2020)

### Televisione
- Sweet Sweet Bodyguard (剩女保鏢T) – serial TV (2012)
- K Song Lover (K歌·情人·夢T) – serial TV (2013)
- HIStory3 - Trapped (HIStory 3 - 圈套T) – miniserie TV (2019)
- Amensalism (覆活T) – serial TV (2020)
- The Art of Position (位！你在等我嗎？T) – miniserie TV (2020)
- Love Alice or Not (愛不愛栗絲T) – serial TV (2020)
- Youngsters on Fire 3 (機智校園生活 - 必勝高三生T) – serial TV (2022)
- Youngsters on Fire 4 (機智校園生活 - 青春向前衝T) – serial TV (2022)
- What the Hell Is Love (地獄里長T) – webserie (2023)

### Videogiochi
- Dead Space Remake

## Doppiatori italiani
Da doppiatore è stato sostituito da
- Ruggero Andreozzi in Dead Space Remake [9]

## Discografia

### Album in studio
- 2021 – Bu Xiang Fen Kai

## Riconoscimenti
- 12th Asian Model Awards[2]
  - 2017 – Premio Star Modello